# Политика а. д.
Политика а. д. је српско акционарско друштво са седиштем у Београду. Бави се медијским издаваштвом од 1904.